# Simone Magill
Simone Magill (Magherafelt, Irlanda del Norte; 1 de noviembre de 1994) es una futbolista norirlandesa. Juega como delantera en el Aston Villa de la FA Women's Super League de Inglaterra. Es internacional con la selección de Irlanda del Norte.

## Trayectoria

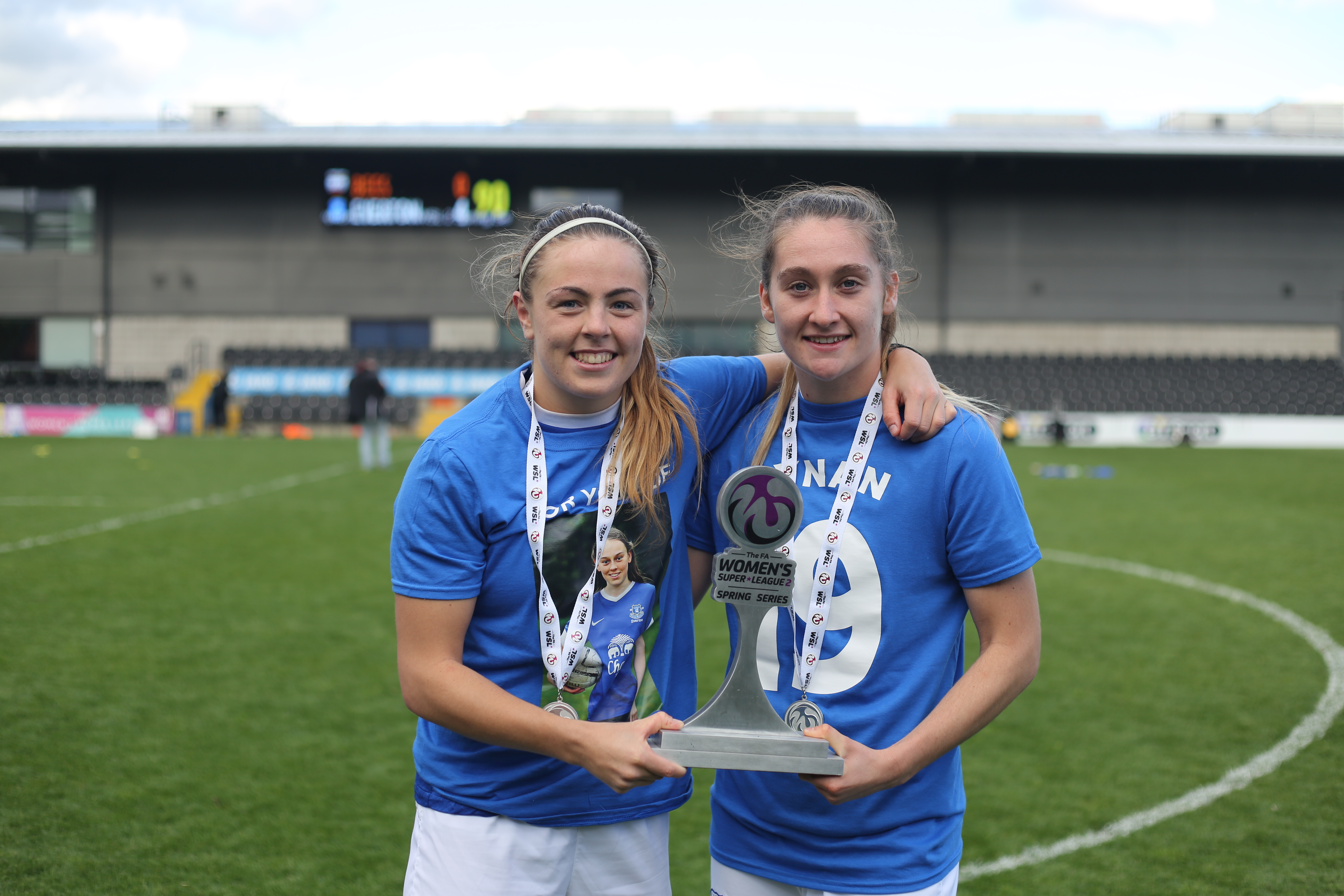
Simone Magill (izda.) y Claudia Walker (dcha.) (20 de mayo de 2017)

### Mid-Ulster
Magill comenzó su carrera futbolística en los programas formativos de Cookstown Youth FC y Mid-Ulster Ladies FC, donde jugó por primera vez en un equipo femenino. Durante las temporadas 2010-11 y 2011-12, ganó el premio a la Jugadora del Año de la Premier League de Irlanda del Norte. También terminó la temporada 2012 como máxima goleadora con 18 goles.

### Everton
En 2013, Magill se unió al Everton tras probarse exitosamente y luego ganó el premio a la Jugadora de la Temporada de los Fans en 2014-15. Debido a una lesión, estuvo sin jugar durante gran parte de la temporada 2016, pero regresó para disputar la FA WSL Spring Series en 2017, anotando 5 goles en solo 7 partidos.
En junio de 2017, Magill firmó su primer contrato profesional a tiempo completo con el Everton. Fue la segunda jugadora del club y la primera futbolista de Irlanda del Norte en hacerlo. En mayo de 2019, ganó el premio a la Jugadora de la Temporada del Everton.

## Selección nacional
Magill ha representado a Irlanda del Norte en varias categoría inferiores a lo largo de su carrera y debutó en la selección mayor en 2010, a los 15 años. Ha capitaneado las selecciones sub-17 y sub-19.
En junio de 2016, Magill logró un récord mundial al anotar el gol internacional más rápido de la historia en el fútbol femenino, en un partido de clasificación europea contra Georgia. El gol de 11 segundos superó el récord anterior de 12 segundos anotado por la delantera estadounidense Alex Morgan.

## Estadísticas

### Clubes
| Club            | País              | Año             |
| --------------- | ----------------- | --------------- |
| Mid-Ulster F.C. | Irlanda del Norte | 2010 - 2013     |
| Everton         | Inglaterra        | 2013 - 2022     |
| Aston Villa     | Inglaterra        | 2022 - presente |

## Palmarés

### Títulos nacionales
| Título                  | Club    | País       | Año  |
| ----------------------- | ------- | ---------- | ---- |
| FA Women's Championship | Everton | Inglaterra | 2017 |

### Distinciones individuales
| Distinción                                                                    | Año     |
| ----------------------------------------------------------------------------- | ------- |
| Futbolista Norirlandesa del Año                                               | 2010    |
| Futbolista Norirlandesa del Año                                               | 2012    |
| Jugadora del Everton de la Temporada                                          | 2014-15 |
| Premio al gol internacional más rápido en el fútbol femenino (récord mundial) | 2016    |
| Jugadora del Everton de la Temporada                                          | 2018-19 |